# Abu Qurayn
Abu Qurayn (en árabe: أبو قرين‎) es una localidad de Libia en el distrito de Sirte.

## Población
Según estimación 2010 contaba con una población de 3.196 habitantes.